# Yaşar Kemal

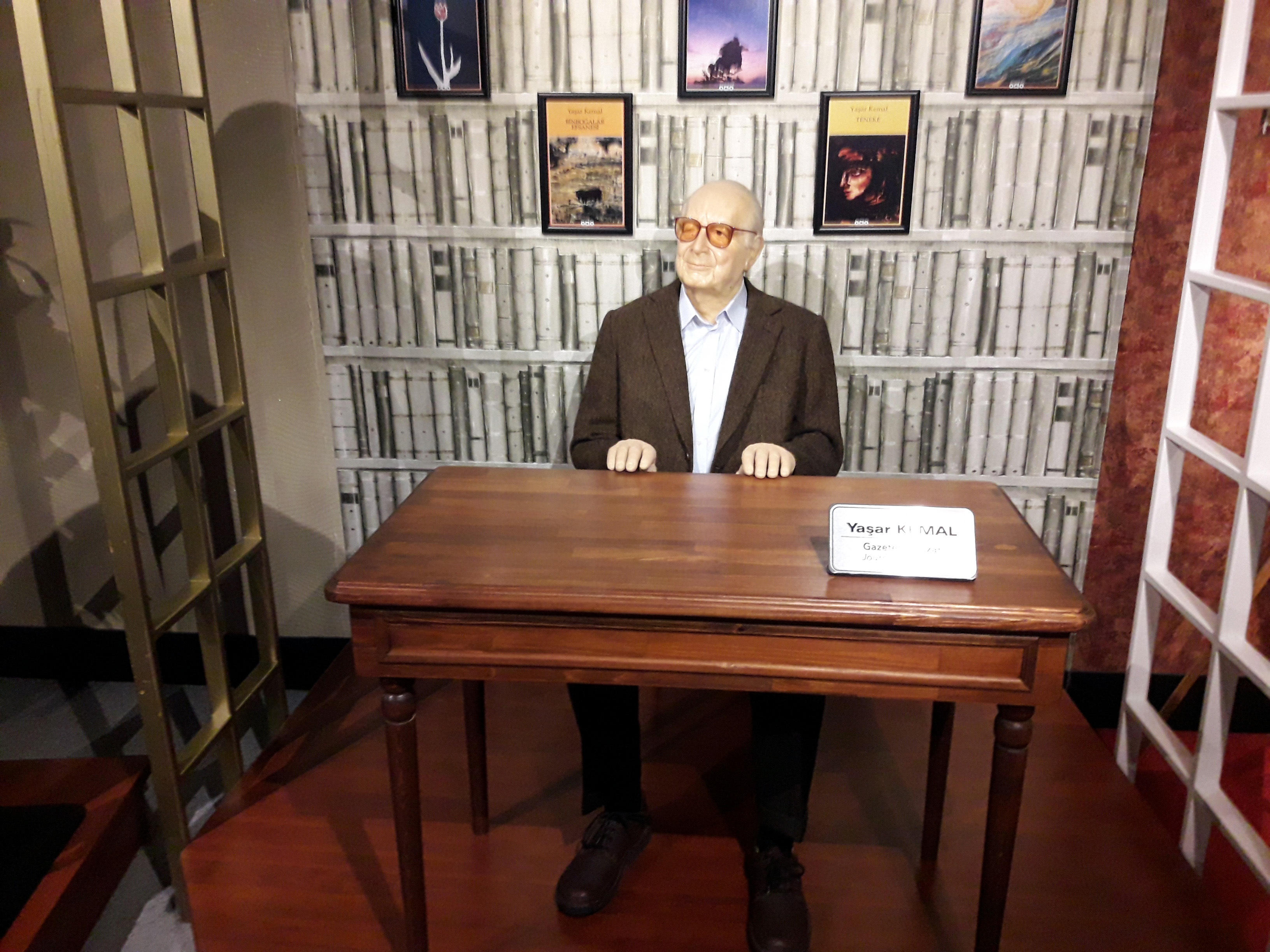
Wachsfigur von Kemal im Museum von Yılmaz Büyükerşen

Yaşar Kemal, eigentlich Kemal Sadık Gökçeli (* 6. Oktober 1923 in Hemite, Türkei; † 28. Februar 2015 in Istanbul), war ein türkischer Journalist und Schriftsteller kurdischer Abstammung. Er gilt als einer der bedeutendsten Romanciers der Türkei.

## Leben

### Herkunft, Kindheit und Jugend
Yaşar Kemals Geburtsort Hemite lag damals in der Provinz Adana, gehört heute aber mit dem Ortsnamen Gökçedam zu Osmaniye. Seine Eltern kamen während des Ersten Weltkriegs als kurdische Zuwanderer aus dem Dorf Ernis in der Provinz Van in die Çukurova. Sein Vater Sadık verdiente seinen Lebensunterhalt als Orangenverkäufer und brachte es dabei zu relativem Wohlstand.
Yaşar Kemal hatte eine schwierige Kindheit. Bei einem Unfall verlor er sein rechtes Auge. Als Vier- oder Fünfjähriger musste er zusehen, wie sein Vater in einer Moschee beim Gebet erstochen wurde.

### Werdegang und politische Tätigkeit
Yaşar Kemal ging zunächst im Dorf Berhanlı und später in der Kreisstadt Kadirli zur Schule. Als einziges Kind in seinem Dorf Berhanlı lernte er Lesen und Schreiben. Während dieser Zeit wanderte er von Dorf zu Dorf und sammelte unter anderem die Klage- und Trauerlieder (türkisch: Ağıt). Die Mittelschule besuchte er in Adana und verdiente gleichzeitig seinen Lebensunterhalt in einer Baumwollfabrik. Später arbeitete er als Baumwollarbeiter und Aushilfslehrer. In Adana lernte er den türkischen Künstler Abidin Dino kennen, der von der Regierung ins Exil geschickt worden war, und freundete sich an. Mit 17 Jahren wurde er das erste Mal wegen eines Gedichtes inhaftiert. Yaşar Kemal wurde während seines Werdegangs insgesamt dreimal inhaftiert.
Nach seinem Militärdienst kam er 1946 das erste Mal nach Istanbul und kehrte 1948 wieder in seine Heimat zurück. Nach der Verbüßung einer weiteren Haftstrafe ging er 1951 wieder nach Istanbul. Dort lernte er seine jüdischstämmige Frau Tilda kennen. Sie unterstützte ihren Mann sehr und übersetzte unter anderem seine Werke ins Englische. Tilda Kemal verstarb Anfang 2001. Zwischen 1951 und 1963 war er als Journalist tätig und schrieb für die Tageszeitung Cumhuriyet. Zu dieser Zeit begann er den Namen Yaşar Kemal zu verwenden. Als Journalist reiste er durch das ganze Land und berichtete über die Lage der Arbeiter und der unterprivilegierten Menschen.
Als Yaşar Kemal 1951 die Insel Akdamar im Vansee besuchte, sah er die beginnende mutwillige Zerstörung des dortigen armenischen Klosterkomplexes mit der Kirche zum Heiligen Kreuz. Er nutzte seine Kontakte, um die Zerstörung zu beenden. Die Kirche verblieb in einem vernachlässigten Zustand, bis 2005 die türkische Regierung eine Restaurierung einleitete.
1962 trat Yaşar Kemal der Türkiye İşçi Partisi (Arbeiterpartei der Türkei) (TİP) bei und übernahm dort wichtige Funktionen.
Er wurde zum kritischen und aktiven Beobachter der Politik in der Türkei. Er setzte sich stets für die Einhaltung der Menschenrechte und für die Menschen Anatoliens, einschließlich der Kurden, ein.

### Hinwendung zum Sozialismus
Yaşar Kemal war ein überzeugter Sozialist und gleichzeitig ein kritischer Beobachter sozialistisch gesinnter Staaten, in denen die Arbeiter nicht wirklich regierten. So meinte er bei einem Interview mit dem berühmten türkischen Journalisten Abdi İpekçi, dass er sowohl gegen diejenigen sei, die die Arbeiter ausplündern und unterdrücken, als auch gegen diejenigen, die im Namen der Arbeiter an die Macht kommen wollen. Er war stets der Überzeugung, dass die Arbeiterklasse ihre eigene sozialistische Staatsform selbst aufbauen müsse.
Auch außerhalb der Türkei war Yaşar Kemal ein kritischer Beobachter. Unter anderem gab er dem britischen Sender BBC ein Interview, bei dem er auch Großbritannien in manchen Bezügen kritisierte. Doch dieses Interview wurde von der BBC nie ausgestrahlt, worüber der Autor Jahre später klagte. So meinte er, dass er für das Interview auch Geld bekommen habe, es aber trotzdem nicht veröffentlicht worden sei. Yaşar Kemal war der Überzeugung, dass England im Vergleich zu anderen „kapitalistischen“ Systemen einen gewissen Grad an Freiheit für das Proletariat böte. Diese Freiheit sei dadurch bedingt, dass die Bourgeoisie in England so stark verankert sei, dass sie es nicht nötig habe, die Arbeiterklasse zu unterdrücken.
Darüber hinaus meinte Kemal, dass die Bourgeoisie in Deutschland durch das Proletariat so stark unter Druck geraten sei, dass der Nazismus als Ausweg gesehen wurde, was die Machtergreifung Hitlers ermöglicht habe. Mussolinis Machtergreifung in Italien begründete Yaşar Kemal auf ähnliche Art und Weise.
Yaşar Kemal meinte, dass auch die UdSSR kein vollständig vom Proletariat beherrschtes Land sei, bis das Proletariat die letzten Überreste der Bürokratie aufgehoben habe. Er hatte jedoch noch 1971 die Hoffnung, dass dies dem sowjetischen Proletariat gelingen würde.

### Yaşar Kemal als Schriftsteller
1951 wurden Kemals erste Erzählungen in der Istanbuler Zeitung Cumhuriyet abgedruckt. Sie fanden große Beachtung, da sie vom täglichen Leben der einfachen Menschen handelten und durch die verwendete türkische Umgangssprache stilistisch auffielen. In der türkischen Literatur war dies zu diesem Zeitpunkt neu.

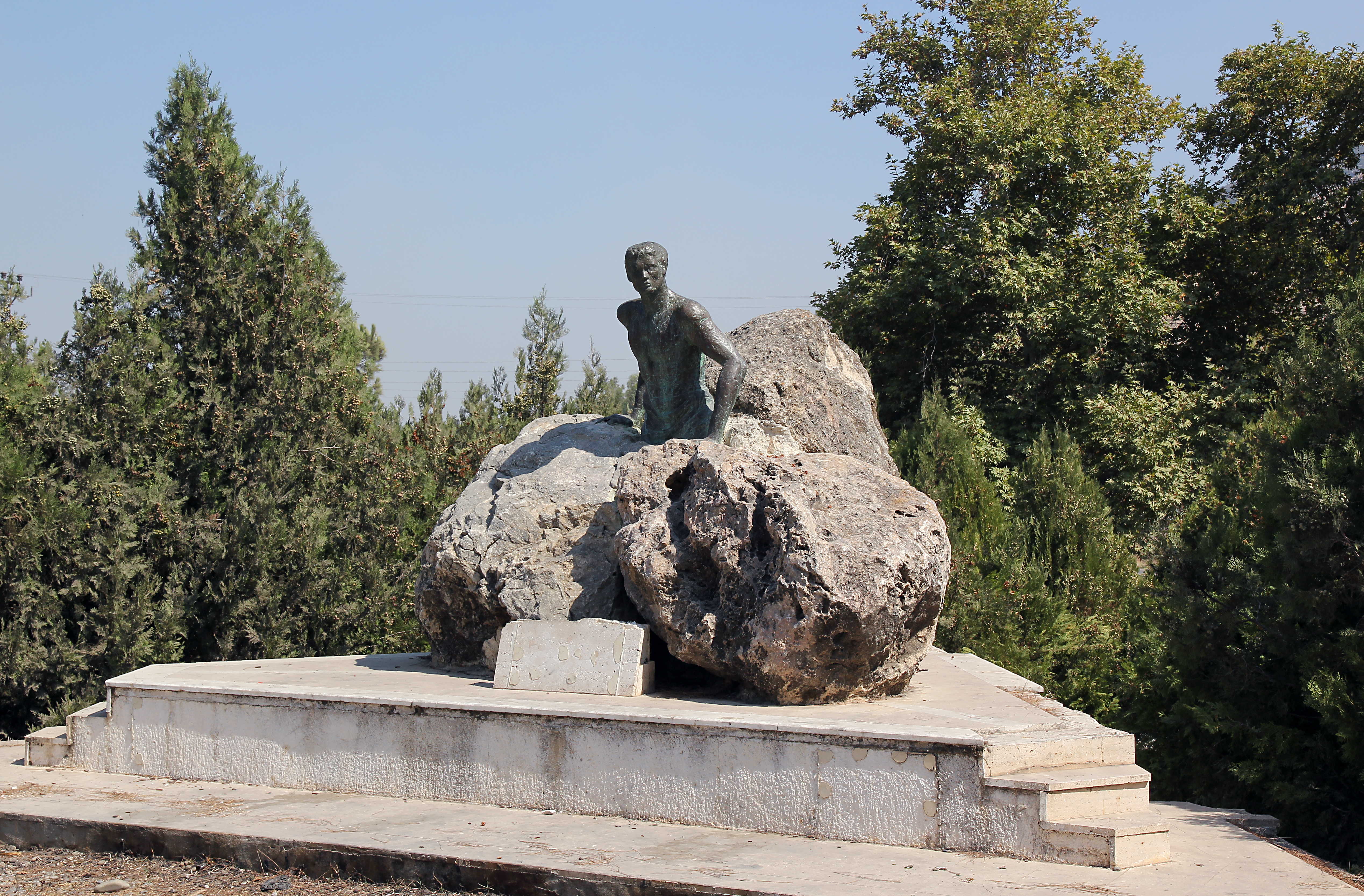
Denkmal der Romanfigur İnce Memed in Kemals Geburtsort Hemite (Gökçedam)

Sein erstes Buch veröffentlichte Yaşar Kemal 1952 unter dem Titel Sarı Sıcak, das die Çukurova – eines seiner beliebten Motive – zum Thema hatte. Sein wohl populärstes Werk ist Memed mein Falke (1955). Es ist die Geschichte eines Bauernjungen, der aus Wut über die diktatorische und ausbeuterische Herrschaft des Großgrundbesitzers Abdi Ağa über fünf Dörfer in der Çukurova zum Räuber, Rebellen und Rächer seines Volkes wird. Der in über 40 Sprachen übersetzte Roman wurde zu einer Legende. In türkischen Kaffeehäusern wurde er vorgelesen, wandernde Sänger erzählten ihn nach. Im Jahr 1984 wurde der Roman von Peter Ustinov mit geringem Erfolg unter dem Titel Memed, mein Falke verfilmt. Darsteller waren unter anderem Peter Ustinov (Abdi Ağa), Herbert Lom (Ali Safa) und Simon Dutton (Memed).
Auf Deutsch erschien das Werk von Yaşar Kemal 1992 im Unionsverlag in Zürich.
In seinem letzten Romanzyklus Inselromane behandelt er die Themen Heimat, Auswanderung, Vertreibung und das Zurechtfinden in einer fremden Welt.

## Auszeichnungen (Auswahl)
Yaşar Kemal erhielt zahlreiche internationale Auszeichnungen und wurde 1972 für den Nobelpreis für Literatur vorgeschlagen. 1984 erhielt er in Frankreich den Orden der Ehrenlegion und wurde damit zum Commandeur de la Légion d’Honneur ernannt. 1985 wurde er mit dem Sedat-Simavi-Preis für Literatur und 1986 mit dem Orhan-Kemal-Literaturpreis ausgezeichnet.
1997 erhielt Yaşar Kemal den Friedenspreis des Deutschen Buchhandels. In seiner Laudatio auf den Preisträger sagte Günter Grass unter anderem:

„In Yaşar Kemals Büchern ist die Darstellung des Rassenwahns als Ausdruck offizieller Regierungspolitik kenntlich. Deshalb ist der Autor den Herrschenden lästig. Deshalb zerren sie ihn immer wieder vor Gericht. Deshalb musste er Gefängnis und Folter erleiden. Deshalb – und um rechtsradikalen Anschlägen zu entgehen – suchte er im Ausland einige Jahre lang Zuflucht. Doch er kehrte nach Istanbul zurück und wird dort, wo er in seiner Sprache und deren Legenden gebettet ist, weiterhin der herrschenden Regierung lästig bleiben.“

1996 erhielt er den Premi Internacional Catalunya.
2007 wurde Yaşar Kemal mit Ute Bock der Weltmenschpreis des Weltmenschvereins in Baden bei Wien verliehen.
Am 4. Dezember 2008 wurde Kemal mit dem Kulturpreis des türkischen Staatspräsidenten Abdullah Gül ausgezeichnet. Die Verleihung dieses höchsten türkischen Kulturpreises an Kemal erfolgte in Anwesenheit von Regierungschef Erdoğan. „Dass mir dieser Preis zugesprochen wird, möchte ich als Zeichen dafür sehen, dass politische Standfestigkeit und der Kampf für Frieden und Menschenrechte nicht länger ein Grund zur Ausgrenzung sind und dass sich allmählich ein Weg zum Frieden in unserer Gesellschaft öffnet“, erklärte Kemal bei der Entgegennahme.

## Werke (Auswahl)
Der Memed-Zyklus
- - İnce Memed (dt.: Memed mein Falke.) 1955.
  - İnce Memed II (dt.: Die Disteln brennen. Memed II.) 1969.
  - İnce Memed III (dt.: Das Reich der Vierzig Augen. Memed III.) 1984.
  - İnce Memed IV (dt.: Der letzte Flug des Falken. Memed IV.) 1987.[9]
- Die Anatolische Trilogie
  - Orta Direk (dt.: Der Wind aus der Ebene.) 1960.
  - Yer Demir Gök Bakır (dt.: Eisenerde, Kupferhimmel.) 1963.
  - Ölmez Otu deutsch: Das Unsterblichkeitskraut. Unionsverlag Zürich 1968, ISBN 3-293-20035-4.
- Teneke (dt.: Anatolischer Reis.) 1962.
- Ağrıdağı Efsanesi (dt.: Die Ararat Legende.) 1970.
- Binboğalar Efsanesi (dt.: Das Lied der tausend Stiere) 1971.
- Yılanı Öldürseler 1976. deutsch: Töte die Schlange. Unionsverlag, Zürich 1995, ISBN 3-293-20060-5.
- Kuşlar da Gitti (dt.: Auch die Vögel sind fort.) 1978.
- Deniz Küstü (dt.: Zorn des Meeres.) 1978.
- Yağmurcuk Kuşu (dt.: Salman.) 1980.
- Die Inselromane
  - Fırat Suyu Kan Akıyor Baksana.
    - dt.: Die Ameiseninsel. Unionsverlag Zürich 1998, ISBN 978-3-293-20274-0

  - Karıncanın Su İçtiği
    - dt.: Der Sturm der Gazellen. Unionsverlag Zürich 2006, ISBN 978-3-293-20412-6

  - Tanyeri Horozları
    - dt.: Die Hähne des Morgenrots. Unionsverlag, Zürich 2008, ISBN 978-3-293-20485-0

  - Çıplak Deniz Çıplak Ada (4. Inselroman, Yapı Kredi, Istanbul 2012)
- Erzählungen
  - Sarı Sıcak.
    - dt.: Gelbe Hitze. dtv, München 1988, ISBN 3-423-10933-5.

## Über Yaşar Kemal
- Altan Gökalp (Hrsg.): Der Baum des Narren. Mein Leben. Im Gespräch mit Alain Bosquet. (Originaltitel (französisch): Entretiens avec Alain Bosquet, übersetzt von Nevfel Cumart und Ursula Marty). Union, Zürich 1999, ISBN 3-293-20132-6.
- Helga Dagyeli-Bohne: Yaşar Kemal – Sänger der Cukurova. Dağyeli, Berlin 2004, ISBN 3-935597-40-1 (= Literatur im interkulturellen Sprachunterricht).